# Mandy-Marie Mahrenholz

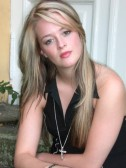
Mandy-Marie Mahrenholz

Mandy-Marie Mahrenholz (* 21. Dezember 1986 in Potsdam) ist eine deutsche Schauspielerin, Tänzerin und Sängerin.

## Leben
Mahrenholz wuchs in der brandenburgischen Landeshauptstadt Potsdam auf und nahm ab sechs Jahren Ballettunterricht. Es folgten mehrere Jahre Cheerleading bei den Sweet Memory vom SV Babelsberg 03. Mit der Mannschaft wurde sie mehrfach Deutsche Meisterin und 2003 Vize-Europameisterin. Im selben Jahr begann Mahrenholz eine Ausbildung zur Musicaldarstellerin am BallettCentrum Berlin. Von 2006 bis 2009 studierte sie an der Joop van den Ende Academy, der Musicalschule der Stage Entertainment in Hamburg. Seit 2014 widmet sie sich auch dem Polesport. So wurde sie 2015 bei den Deutschen Polesport Meisterschaften in Dortmund Deutsche Meisterin (Kategorie Amateure I) und gewann 2018 beim Pole Theatre Germany in der Kategorie Drama SemiPro.
Mahrenholz stand mit sieben Jahren als Darstellerin vor der Kamera in den Babelsberger Filmstudios. In den folgenden Jahren kamen weitere Fernseh- und Kinoproduktionen hinzu. Ihre bis heute erfolgreichste Rolle war die der Laura Marwege in Schloss Einstein. Bis heute ist sie dort unter allen Schülerdarstellern diejenige mit den meisten Drehtagen. Sie wirkte in der Serie ab Folge 49 mit und war vom 19. November 1999 bis zum 13. Januar 2005 zu sehen. Nach ihrer Ausbildung als Musicaldarstellerin 2009 konzentrierte sich Mahrenholz mehr auf die Bühne und ist seit 2009 durchgehend auf deutschen und europäischen Bühnen zu sehen. Seit 2012 moderiert sie zunehmend auch für Galas und Events.
Seit 2013 gehört Mahrenholz zum Gründungsteam der internationalen Initiative art but fair. Das Ziel der Organisation ist es, Darstellende Kunst und Musik unter fairen Bedingungen zu produzieren: dazu gehören angemessene Vergütungen sowie faire Arbeits- und Förderbedingungen. In den 2010er Jahren engagierte sie sich bei der Dortmunder Tiertafel.
Seit 2015 ist Mahrenholz als lizenzierte Trainerin im Tanz-, Pole- und Fitnessbereich tätig. Sie absolvierte die Ausbildung zum Personal- und Businesscoach und ließ sich zudem zur Hypnotiseurin ausbilden. Als Emotional Coach und Trainerin unterstützt Mahrenholz Frauen u. a. beim Stärken des Selbstbewusstseins, Konfliktlösungen im Alltag oder Auflösen von Blockaden und Limitierungen. In ihren Online- und Offline-Kursen setzt sie auf der mentalen, der körperlichen und der emotionalen Ebene an. Dafür nutzt sie die Kombination von Übungen aus ihrer Schauspiel- und Körperarbeit sowie aus dem Persönlichkeits- und Businesscoaching.
Mahrenholz ist 2019 wieder in ihre Heimat Potsdam zurückgekehrt und hat dort auch ihre Coachingräume.

## Filmografie
- 1994: Die Vergebung (Kino) – Regie: Andreas Höntsch
- 1995: Mona M. – Mit den Waffen einer Frau – Gift – Regie: Gunter Friedrich und Franz Josef Gottlieb
- 1997: Achterbahn – Ein Hund namens Freitag – Regie: Thomas Draeger
- 1998: Hallo, Onkel Doc! – Die wilde Clara – Regie: Lothar Bellag
- 1999–2005: Schloss Einstein (Folge 49–376) – Regie: Renata Kaye, Klaus Kemmler
- 2003–2004: Sabine! – Regie: Patrick Winczewski
- 2005: Im Namen des Gesetzes – Panik – Regie: Holger Gimpel
- 2009: Gute Zeiten, schlechte Zeiten – Regie: Franziska Hörisch
- 2009: Die anderen und ich (Kurzfilm) – Regie: Aljosha Horvat
- 2010: Jugendliebe – Regie: Peter Pippig
- 2017: Schloss Einstein (Folge 878, 883, 884) – Regie: Nils Dettmann, Marco Gadge

## Bühnenproduktionen
- 2005: Rachel – Das Musical, Arena Trier und Palladium (Köln); Uraufführung; Inszenierung: Doris Schäfer
- 2005–2006: Die Unterrichtsstunde von Eugène Ionesco, Theater im Greenhouse, Berlin; Regie: Iris Artajo
- 2006: Ein Schuss im Dunkeln oder Ein unglücklicher Zufall, ufaFabrik, Berlin; Regie: Christine Schuster
- 2006: Around the World, Kongresszentrum Mannheim, Mannheim; Inszenierung: Helmnot
- 2009–2010: Apassionata – Zauber der Freiheit, Europa-Tournee; Inszenierung: Michael Kemper
- 2009–2010: La Cage aux Folles, Theater der Altmark, Stendal; Inszenierung: Manfred Ohnoutka
- 2009–2010: Gloria – Das Musical, Stahlpalast, Brandenburg an der Havel; Inszenierung: Michael Kemper
- 2009: Helden von Morgen, Kehrwieder Theater, Hamburg; Inszenierung: Christoph Drewitz
- 2010: Flucht von Gao Xingjian, Brotfabrik Berlin, Berlin; Inszenierung: Thomas Marciniak
- 2011–2012: Kiss me Kate, Theater der Altmark, Stendal; Inszenierung: Manfred Ohnoutka
- 2011–2012: BEATS! – Das Musical, Theater Hagen, Hagen; Uraufführung; Inszenierung: Thilo Borowczak
- 2012–2013: Funny Girl, Theater Dortmund, Dortmund; Inszenierung: Stefan Huber
- 2013–2014: Funny Girl, Staatstheater Nürnberg, Nürnberg; Inszenierung: Stefan Huber
- 2014: Funny Girl, Theater Chemnitz, Chemnitz; Inszenierung: Stefan Huber
- 2014: Der fröhliche Weinberg von Carl Zuckmayer, Festspiele Heppenheim, Heppenheim; Regie: Claudia Wehner[9]
- 2014: Sunset Boulevard, Internationale Tournee; Inszenierung: Gil Mehmert
- 2015: Die Köchin und der fremde Riese von Claudia Wehner, Mainzer Kammerspiele, Mainz, Regie: Claudia Wehner[10]
- 2015–2016: Der Zauberer von Oz, Musiktheater im Revier, Gelsenkirchen; Inszenierung: Sandra Wissmann
- 2016–2017: Burning Love von Fitzgerald Kusz, Brüder Grimm Festspiele Hanau, Hanau; Regie: Marco Krämer-Eis
- 2019: Brandheiß, Neues Theater Hannover / Contra-Kreis-Theater,  Regie: Andreas Werth
- 2019: Dänische Delikatessen, Neues Theater Hannover, Regie: Jan Bodinus
- 2019: SMS für Dich, Neues Theater Hannover, Regie: Christian H. Voss
- 2020: Brandheiß, Komödie Kassel / Komödie Bielefeld, Regie: Oliver Geilhardt
- 2020: Bremer Weihnachtsgeschichte, Spiegelzelttheater Bremen; Regie: Oliver Geilhardt